# Бархатница альпийская
Бархатница альпийская (лат. Pseudochazara alpina) — дневная бабочка из семейства Бархатниц.

## Этимология названия
Alpina (с латинского) — альпийская. Название характеризует приуроченность вида к альпийскому поясу гор.

## Описание
Длина переднего крыла 25 — 33 мм. Бабочки, развивающиеся местностях с достаточным увлажнением, преимущественно имеют затемненную, монотонную окраску нижней стороны задних крыльев, на которой практически отсутствует рисунок — фенотип «alpina». Бабочки, населяющие более ксерофитные биотопы, имеют внешность фенотипа «guriensis» — рисунок нижней стороны задних крыльев вариабельный, но всегда отчетливый.

## Ареал
Большой и Малый Кавказ.
Встречается на Большом Кавказе от окрестностей Теберды (Карачаево-Черкесия) и Терскола (Приэльбрусье) до горного Дагестана (где найден у поселков Куруш, Рутул, Ахты, Леваши, на Самурском хребте, Джуфудаге, Кябектепе и др.). На Богосском хребте, в районе села Агвали, на Кегерском плато в Дагестане встречаются бабочки преимущественно фенотипа guriensis. В Северной Осетии обитает в Кабанском ущелье и в Северно-Осетинском заповеднике. Известен по нескольким находкам из окрестностей Кисловодска (хребет Боргустан, гора Джинал, Кабардинский хребет).
Населяет горные склоны с открытыми каменистыми осыпями либо скальными отображениями на высоте от 1000 до 2800 метров над уровнем моря, горные степи: каменистые, поросшие травой склоны на высоте от 2200 до 3100 метров над уровнем моря.

## Биология
Развивается за год в одном поколении. Время лёта в июле — августе. Бабочки держатся каменистых, частично задернованных участков лугов. Летают над крутыми скалистыми участками, у обрывов, часто присаживаются на прогретые солнцем камни. Питаются бабочки на цветках короставников, скабиоз и бодяка. Самцы активно ищут самок, облетая свою территорию. Нередко самцы преследуют самок, летая за ними и присаживаясь вместе на куртины злаков. Самки, как правило, встречаются чаще самцов. Самки откладывают яйца поштучно на листья и стебли злаков. Яйцо овальное (бочкообразное), слегка ребристое, почти белое матовое, около 2 мм в высоту. Стадия яйца длится 7 — 9 дней. Зимует яйцо, по другой информации — гусеницы первого возраста, которые, начинают кормиться только после зимовки. Новорожденные гусеницы длиной около 2 мм. Кормовые растения гусениц:
овсяница (Festuca sp.).